# Villers-Canivet
Villers-Canivet is een gemeente in het Franse departement Calvados (regio Normandië) en telt 497 inwoners (1999). De plaats maakt deel uit van het arrondissement Caen.

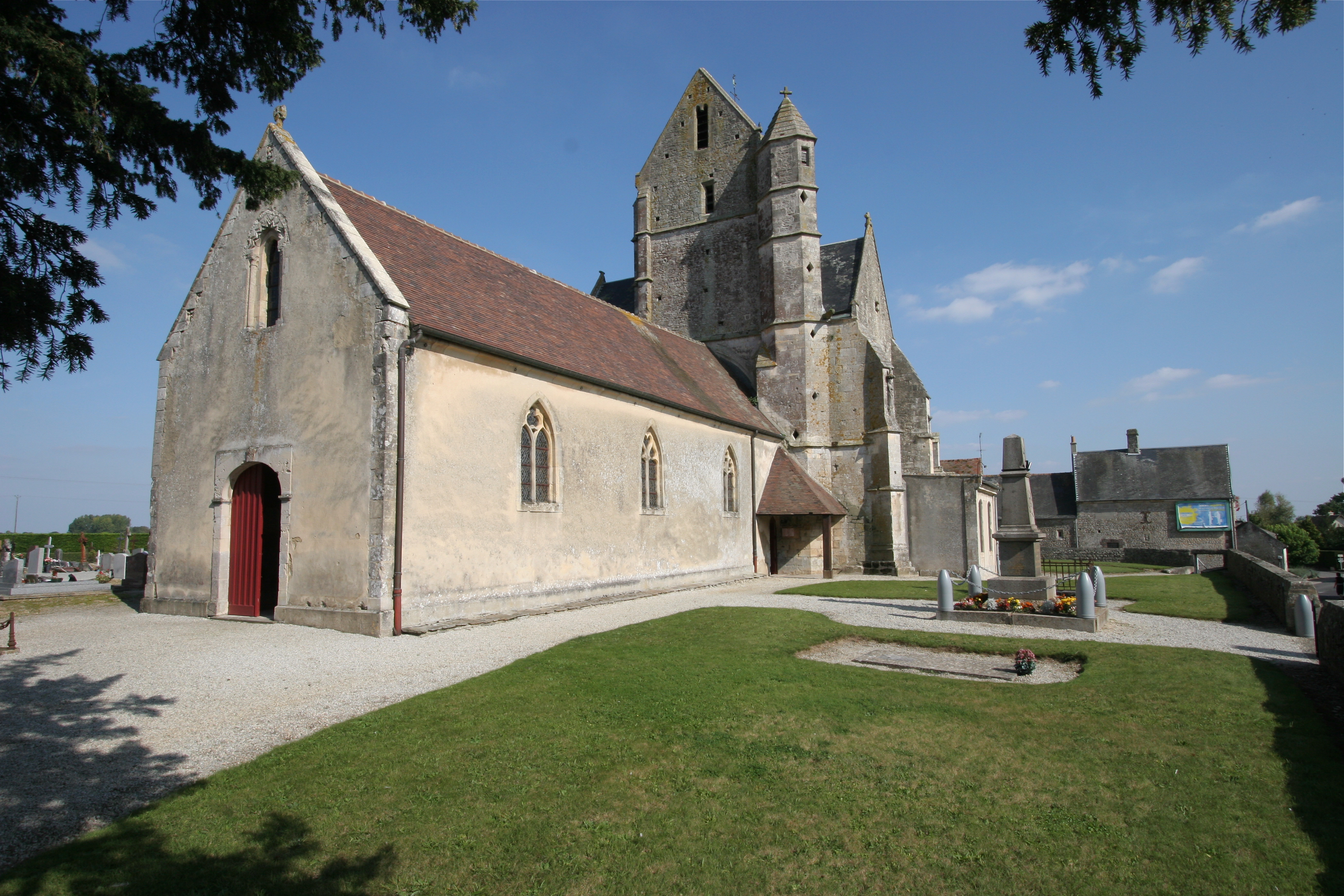
Kerk in Villers-Canivet
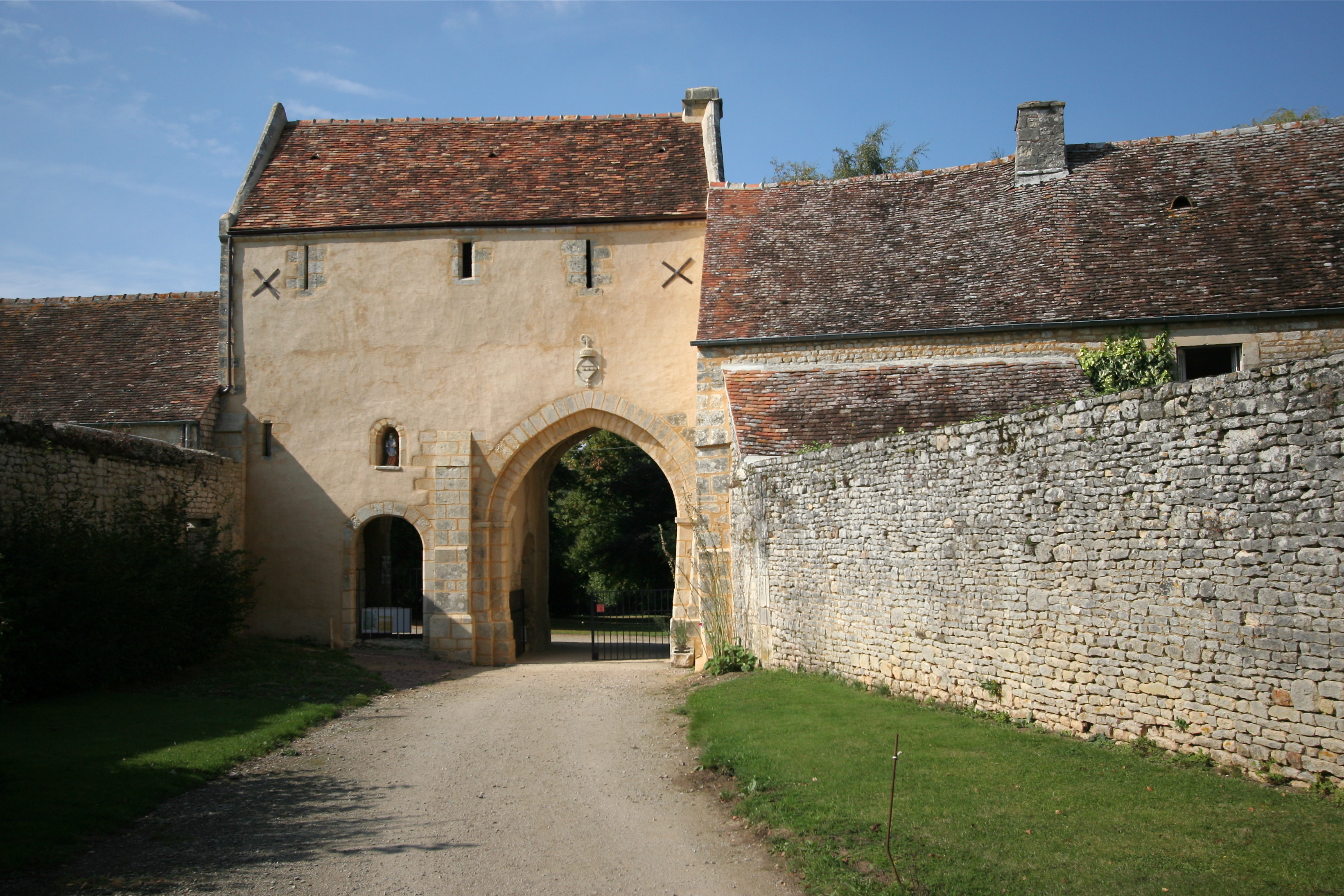
Klooster in Villers-Canivet

## Geografie
De oppervlakte van Villers-Canivet bedraagt 12,2 km², de bevolkingsdichtheid is 40,7 inwoners per km².
De onderstaande kaart toont de ligging van Villers-Canivet met de belangrijkste infrastructuur en aangrenzende gemeenten.

## Demografie
Onderstaande figuur toont het verloop van het inwonertal (bron: INSEE-tellingen).
Vanwege een beveiligingsprobleem met de MediaWiki Graph-software is het momenteel niet mogelijk deze grafiek weer te geven. Zodra de software is bijgewerkt zal de grafiek vanzelf weer zichtbaar worden.
1. ↑  Populations de référence 2022.